# Tirreno-Adriatico 1979
La Tirreno-Adriatico 1979, quattordicesima edizione della corsa, si svolse dal 9 al 14 marzo 1979 su un percorso di 915,5 km, suddiviso su 5 tappe (l'ultima suddivisa in 2 parti), precedute da un prologo. La vittoria fu appannaggio del norvegese Knut Knudsen, che completò il percorso in 24h40'33", precedendo gli italiani Giuseppe Saronni e Giovanni Battaglin.

## Tappe
| Tappa  | Data     | Percorso                                            | km    | Vincitore di tappa | Leader cl. generale      |
| ------ | -------- | --------------------------------------------------- | ----- | ------------------ | ------------------------ |
| Pr.    | 9 marzo  | Santa Severa (cron. individuale)                    | 8     | Francesco Moser    | Francesco Moser          |
| 1ª     | 10 marzo | Santa Marinella > Fiuggi                            | 197,5 | Wladimiro Panizza  | Gianbattista Baronchelli |
| 2ª     | 11 marzo | Cassino > Paglieta                                  | 200   | Vittorio Algeri    | Gianbattista Baronchelli |
| 3ª     | 12 marzo | Paglieta > Montegiorgio                             | 229   | Josef Fuchs        | Giovanni Battaglin       |
| 4ª     | 13 marzo | Grottazzolina > Civitanova Marche                   | 182   | Giuseppe Saronni   | Giovanni Battaglin       |
| 5ª-1   | 14 marzo | San Benedetto del Tronto > San Benedetto del Tronto | 81    | Roger de Vlaeminck | Giovanni Battaglin       |
| 5ª-2   | 14 marzo | San Benedetto del Tronto (cron. individuale)        | 18    | Knut Knudsen       | Knut Knudsen             |
| Totale | Totale   | Totale                                              | 915,5 |                    |                          |

## Classifiche finali

### Classifica generale - Maglia azzurra
| Pos. | Corridore                | Squadra             | Tempo     |
| ---- | ------------------------ | ------------------- | --------- |
| 1    | Knut Knudsen             | Bianchi-Faema       | 24h40'33" |
| 2    | Giuseppe Saronni         | Scic-Bottecchia     | a 1"      |
| 3    | Giovanni Battaglin       | Inoxpran            | a 25"     |
| 4    | Franco Conti             | San Giacomo-Benotto | a 34"     |
| 5    | Francesco Moser          | Sanson-Luxor TV     | a 36"     |
| 6    | Roger de Vlaeminck       | Gis Gelati          | a 1'10"   |
| 7    | Michel Pollentier        | Splendor-Admiral    | a 1'25"   |
| 8    | Gianbattista Baronchelli | Magniflex-Famcucine | a 1'33"   |
| 9    | Alfons de Wolf           | Boule d'Or          | a 1'48"   |
| 10   | Wladimiro Panizza        | Sanson-Luxor TV     | a 1'50"   |